# Porsanger kvenske språksenter
Porsanger kvenske språksenter är ett norskt språkcentrum för kvänska som öppnade i Porsangers kommun i Finnmark fylke 2019. Det ska arbeta med språkutveckling och -undervisning på kvänska.
Porsanger språksenter ska samlokaliseras med Porsanger Museum vid torget i Lakselv. 